# Alan Baker
Alan Baker, FRS (Londres, 19 de agosto de 1939 – Cambridge, 4 de fevereiro de 2018) foi um matemático inglês, conhecido por seu trabalho sobre métodos efetivos em teoria dos números, em particular aqueles da teoria dos números transcendentais. Foi eleito membro da Royal Society em 1973. Recebeu o Prêmio Adams de 1972. Em 2012 foi eleito fellow da American Mathematical Society.

## Realizações
Baker generalizou o teorema de Gelfond-Schneider, ele próprio uma solução para o sétimo problema de Hilbert. Especificamente, Baker mostrou que se {\displaystyle \alpha _{1},...,\alpha _{n}} são números algébricos (além de 0 ou 1), e se {\displaystyle \beta _{1},..,\beta _{n}} são números algébricos irracionais, de modo que o conjunto {\displaystyle \{1,\beta _{1},...,\beta _{n}\}} são linearmente independentes sobre os números racionais, então o número {\displaystyle \alpha _{1}^{\beta _{1}}\alpha _{2}^{\beta _{2}}\cdots \alpha _{n}^{\beta _{n}}} é transcendental.

## Publicações selecionadas
- Baker, Alan (1966), «Linear forms in the logarithms of algebraic numbers. I», Mathematika, ISSN 0025-5793, 13 (2): 204–216, MR 0220680, doi:10.1112/S0025579300003971
- Baker, Alan (1967a), «Linear forms in the logarithms of algebraic numbers. II», Mathematika, ISSN 0025-5793, 14: 102–107, MR 0220680, doi:10.1112/S0025579300008068
- Baker, Alan (1967b), «Linear forms in the logarithms of algebraic numbers. III», Mathematika, ISSN 0025-5793, 14 (2): 220–228, MR 0220680, doi:10.1112/S0025579300003843
- Baker, Alan (1990), Transcendental number theory, ISBN 978-0-521-39791-9, Cambridge Mathematical Library 2nd ed. , Cambridge University Press, MR 0422171; 1st edition. [S.l.: s.n.] 1975[4]
- Baker, Alan; Wüstholz, G. (2007), Logarithmic forms and Diophantine geometry, ISBN 978-0-521-88268-2, New Mathematical Monographs, 9, Cambridge University Press, MR 2382891